# Liste von Kraftwerken in Norwegen
Die Kraftwerke in Norwegen werden sowohl auf einer Karte als auch in einer Tabellen (mit Kennzahlen) dargestellt. Die Liste ist nicht vollständig.

## Installierte Leistung und Jahreserzeugung
Im Jahr 2016 lag Norwegen bzgl. der installierten Leistung mit 33,86 GW an Stelle 30 und bzgl. der jährlichen Erzeugung mit 147,7 Mrd. kWh an Stelle 29 in der Welt. Der Elektrifizierungsgrad liegt bei 100 %. Norwegen war 2016 ein Nettoexporteur von Elektrizität; es exportierte 15,53 Mrd. kWh und importierte 5,74 Mrd. kWh.

## Wärmekraftwerke
Lediglich rund 3 % der Stromerzeugung erfolgt aus fossilen Brennstoffen.
| Name des Kraftwerks               | Inst. Leistung (MW) | Brennstoff | Status                                       |
| --------------------------------- | ------------------- | ---------- | -------------------------------------------- |
| Barentsburg (Spitzbergen)         | 7,5                 | Kohle      | in Betrieb                                   |
| Longyear (Spitzbergen)            | 28                  | Kohle      | in Betrieb                                   |
| Tjeldbergodden (Reservekraftwerk) | 150                 | Gas        | bisher unbenutzt                             |
| Kårstø (Reservekraftwerk)         | 420                 | Gas        | 2014 stillgelegt, Abriss wurde 2017 begonnen |
| Mongstad                          | 630                 | Gas        | in Betrieb                                   |

## Wasserkraftwerke
Mehr als 93 % des Stroms wird in Wasserkraftwerken erzeugt.
| Name des Kraftwerks                                               | Inst. Leistung (MW)       | Status     |
| ----------------------------------------------------------------- | ------------------------- | ---------- |
| Wasserkraftwerk Hakavik                                           | 4                         | in Betrieb |
| Wasserkraftwerk Osen                                              | 16                        | in Betrieb |
| Wasserkraftwerk Nygard                                            | 56                        | in Betrieb |
| Sarpsfossen                                                       | 142                       | in Betrieb |
| Wasserkraftwerk Dale                                              | 145                       | in Betrieb |
| Wasserkraftwerk Mår                                               | 180                       | in Betrieb |
| Vemork                                                            | 204 (das Neue seit 1971)  | in Betrieb |
| Kraftwerk Solbergfoss                                             | 208                       | in Betrieb |
| Storglomvassdamm (Svartisen)                                      | 372 (600 seit 2010)       | in Betrieb |
| Wasserkraftwerk Tonstad                                           | 960                       | in Betrieb |
| Sima-Kraftwerk                                                    | 1120                      | in Betrieb |
| Wasserkraftwerk Aurland                                           | 1128                      | in Betrieb |
| Wasserkraftkomplex Ulla-Førre: Kvilldal, Saurdal, Hylen, Stølsdal | 2057 (1240, 640, 160, 17) | in Betrieb |

## Windkraftanlagen
Ende 2024 waren für Norwegen Windkraftanlagen mit einer Gesamtleistung von 5.188 MW in Betrieb. Die meisten Anlagen befinden sich an Land, 101 MW waren offshore. 2024 lieferte Windenergie 11 % des norwegischen Strombedarfs. Für weitere Details und für die Entwicklung der Windleistung und des Windertrages siehe den Artikel Windenergie in Norwegen.
Der Windpark Hywind Tampen erreicht mit 11 schwimmenden Windkraftanlagen eine Leistung von 88 MW; 60 MW davon gingen 2022 in Betrieb. Hywind Tampen dient der Stromversorgung der Bohrinseln in den Ölfeldern Gullfaks und Snorre.